# Проект Fedora
Проект Fedora е партньорство на членове от общността за свободен и безплатен софтуер по целия свят, занимаващи се с разработката на операционната система Fedora и официално спонсориран от Red Hat. Проектът води началото си от далечната 2003 г. в резултат от сливането на проектите Red Hat Linux (RHL) и Fedora.
Мисията на проекта е да ръководи развитието на свободните софтуер с отворен код и съдържание като общност за сътрудничество.

## Ръководство
Проектът не е отделно юридическо лице или организация, а е част от Red Hat, които носят пълната отговорност за дейността му. Посоката и планът за управление на проекта се определя от комитет състоящ се от осем до единадесет души.
- Четирима представители (Representatives) избрани от общността и отговарящи за три от основните аспекти на Fedora.
- Председател на проекта (Fedora Project Leader), назначен от Red Hat със съгласието на комитета и разполагащ с право на вето върху всяко решение произнесено от Управителния съвет.
- Координатор за влиянието и действията на общността (Fedora Community Action and Impact Coordinator). Назначава се от Red Hat и отговаря за разпределението на бюджета.
- От два до четири екипни ръководителя (Objective Leads), избрани от съвета, като всеки отговаря за отделна ключова задача или цел определена от комитета. Имат право на глас единствено при гласуване на въпроси свързани с тяхната област (цел).
- Мениджър планиране (Fedora Program Manager) – координира планирането и изготвянето на графика за версиите на Fedora, а също така проследява промените и функционалните особености по време на разработката и проверките. Назначава се от Red Hat със съгласието на управителния съвет.

## Пробив в сигурността
През август 2008 няколко от сървърите на Fedora биват компрометирани от неизвестен натрапник. При последвалото разследване става ясно, че един от сървърите в които е проникнато, се ползва за подписване на Fedora пакетите. Според резултатите от разследването натрапникът не е успял да се добере до подписния ключ за пакетите, с чиято помощ би могъл да вкара зловреден софтуер в системите на потребителите посредством обновяване. Въпреки това като превантивна мярка, ръководството на проекта подменят ползваните до този момент ключове за пакетите.